# Єшилюрт (станція)
40°57′55″ пн. ш. 28°50′13″ сх. д. / 40.965343678698° пн. ш. 28.83707702203° сх. д.
Єшилюрт (тур. Yeşilyurt) — залізнична станція на лінії S-bahn Мармарай, мікрорайон Єшилкьой Бакиркьой, Стамбул, Туреччина.
Введена в експлуатацію 4 грудня 1955 року. 

## Визначні місця
- Стамбульський музей ВПС

## Сервіс
| Попередня станція   | Лінія | Лінія    | Лінія | Наступна станція |
| ------------------- | ----- | -------- | ----- | ---------------- |
| Єшилкьой до Халкали |       | Мармарай |       | Атакьой до Гебзе |